# Toomja
Toomja – wieś w Estonii, w prowincji Rapla, w gminie Kaiu.